# Hannah Montana (mùa 4)
Hannah Montana Forever là phần bốn và cũng là phần cuối trong sê-ri phim truyền hình nổi tiếng của kênh Disney Channel là Hannah Montana, sê-ri sẽ chính thức lên sóng vào tháng 7 năm 2010.Theo lời tiết lộ của nhà sản xuất, bộ phim thực hiện từ ngày 18 tháng 1 năm 2010 và kết thúc vào ngày 14 tháng 5 năm 2010.Đây là phần duy nhất trong sê-ri Hannah Montana được quay bằng công nghệ HD.

## Casting
Trong mùa thứ 4, Mitchel Russo sẽ không tham gia vai trò diễn viên chính mà thay vào đó sẽ xuất hiện trong một vai trò định kỳ.Vào ngày 3 tháng 3 năm 2010, rất nhiều ngôi sao đã chấp nhận tham gia bộ phim, trong đó có: Ray Liotta, Angus T. Jones, Sheryl Crow và Christine Taylor.Một vai trò nữa trong phim đó là bạn gái của Jackson, do Tammin Sursok thủ vai.
Âm nhạc ==
Ca khúc chủ đề của phim của bộ phim là ca khúc "Are You Ready" (Superstar). Ngoài ra, một ca khúc khác trong phim nữa là Ordinary Girl.

## Các tập phim
- Miley Cyrus, Emily Osment, Jason Earles và Billy Ray Cyrus xuất hiện ở tất cả các tập phim.
- Moises Arias (vai Rico) vắng mặt trong 1 tập phim

| Tập    | Tên tập                                                     | Đạo diễn bởi | Kịch bản bởi                   | Nội dung |
| ------ | ----------------------------------------------------------- | ------------ | ------------------------------ | --- |
| 1 (86) | "Sweet Home Hannah Montana" Mã sản xuất: 402                | Bob Koherr   | Michael Poryes Steven Peterman | Việc di chuyển nhà vào nhà mới của Miley và Lilly khiến họ nhận ra rằng ông bố Robby Ray đã di chuyển đồ nội thất phòng ngủ, bao gồm giường nhỏ màu trắng, tường màu hồng, giường màu hồng, búp bê, một nhồi lân và Rainbow Piggy, và họ đặt ra để làm cho một số thay đổi. Trong khi đó Jackson phải xin vui lòng người hàng xóm đáng ghét của mình để có được gần với người anh em họ của TJ, Siena những người sống cạnh. Ngày chiếu: Mỹ: 11 tháng 7 năm 2010 Châu Á: 9 tháng 8 năm 2010 Vắng mặt: Moises Arias vai Rico Khách mời đặc biệt: Angus T. Jones vai TJ, Tammin Sursok như Siena, Morgan York là Sarah, Hayley Chase là Joannie Palumbo Bài hát được giới thiệu của Hannah: "Are You Ready (Superstar) Lượng khán giả (Mỹ): 5,7 triệu người |
| 2(58)  | "Hannah Montana to the Principal's Office" Mã sản xuất: 401 | Bob Koherr   | Steven James Meyer             | Ngày chiếu: Mỹ: 18 tháng 7 năm 2010 Châu Á: Khách mời đặc biệt: LaTonya Holmes, Fuschia!, Clent Bowers, Reggie Brown vai Tổng thống Barack Obama Khách mời: Tammin Sursok vai Siena, Erin Matthews vai Karen Kunkle, Morgan York vai Sarah, Hayley Chase vai Joannie Palumbo Bài hát được giới thiệu của Hannah: "Ordinary Girl" Lượng khán giả (Mỹ): 5,4 triệu người |

## Liên kết
- Hannah Montana broadcast schedule at zap2it.com Lưu trữ ngày 9 tháng 12 năm 2012 tại archive.today
- Wiki Format Episode Guide at Wikipedia's sister site